# Adolph Schenck
|  | Dieser Artikel wurde aufgrund von formalen oder inhaltlichen Mängeln in der Qualitätssicherung Biologie zur Verbesserung eingetragen. Dies geschieht, um die Qualität der Biologie-Artikel auf ein akzeptables Niveau zu bringen. Bitte hilf mit, diesen Artikel zu verbessern! Artikel, die nicht signifikant verbessert werden, können gegebenenfalls gelöscht werden. Lies dazu auch die näheren Informationen in den Mindestanforderungen an Biologie-Artikel. |

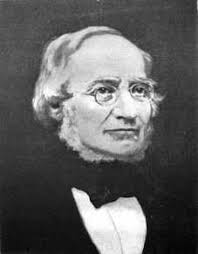
Adolph Schenck

Adolph Schenck (* 11. April 1803 in Dillenburg; † 23. Februar 1878 in Weilburg) war ein deutscher Entomologe.

## Leben
Philipp Adolph Schenck war ein Sohn von Justizrat Johann Jacob Schenck (* 23. Mai 1763 in Siegen; † 14. Februar 1805 in Dillenburg) und Sophie Karoline, geb. Jaeckel, aus Herborn (1767–1836).
Im Alter von 9 Jahren zog er sich beim Spielen eine Knieverletzung zu, die sich zu einer Lähmung des rechten Beines entwickelte; er musste deshalb zeitlebens eine Gehhilfe benutzen. Vor diesem Hintergrund gewinnt seine entomologische Sammeltätigkeit eine besondere Bedeutung.
Schenck besuchte das Pädagogium in Dillenburg bis 1818, danach das Gymnasium Philippinum Weilburg, wo er 1821 das Abitur ablegte. Er studierte anschließend Philologie, Naturwissenschaften und Pädagogik in Göttingen und legte 1824 in Weilburg das Lehramtsexamen in den Fächern Naturwissenschaften, Mathematik, alte Sprachen und Geschichte ab. Schenck war danach als Privatlehrer tätig und unterrichtete Mathematik am Weilburger Gymnasium. Von 1828 bis 1830 arbeitete er als Hilfslehrer am Progymnasium in Hadamar, wo er dann bis 1835 die Stelle des 2. Konrektors bekleidete.
Am 1. August 1830 heiratete Adolph Schenck die aus Braubach stammende Julie Stöckicht, (* 1811, † 24. November 1882 in Weilburg). Er kehrte im Herbst 1835 als 1. Konrektor an das Pädagogium Dillenburg zurück, hatte von Ostern 1841 bis 1845 dort das Amt des Prorektors inne und wurde in dieser Zeit auch zum Professor ernannt.
1845 wurde Schenck gegen seinen Willen an das Gymnasium in Weilburg versetzt und 1876 dort 1. Oberlehrer. Auf eigenen Wunsch trat er am 1. Oktober 1876 in den Ruhestand. Schenck war korrespondierendes Mitglied bzw. Ehrenmitglied mehrerer naturwissenschaftlicher Gesellschaften und Vereine. In Anerkennung seiner Verdienste um die Insektenkunde verlieh ihm die Philipps-Universität Marburg den Dr. phil. h. c. und  er wurde zum Träger des roten Adlerordens ernannt.

## Leistungen
Adolph Schenck gilt als „einer der bemerkenswertesten deutschen Entomologen“. Er war Entdecker und Beschreiber zahlreicher Insektenarten, insbesondere von zu den Hautflüglern gehörenden Ameisen, Wespen und Bienen. Von den aus Deutschland bekannten Bienenarten sind 43 von Schenck erstmals wissenschaftlich beschrieben und mit der noch heute gültigen Bezeichnung benannt worden. Ein großer Teil der von ihm benannten Bienenarten stehen heute auf der Roten Liste. Er beschrieb u. a. die Schwarzbäuchige Blattschneiderbiene (Megachile nigriventris). Unter den Ameisen beschrieb er u. a. 1852 die sozialparasitische Ameisenart Strongylognathus testaceus und die ebenfalls sozialparasitische, arbeiterinnenlose Anergates atratulus, deren Männchen larvenähnlich und flügellos sind.
Von seinen naturkundlichen Sammlungen ist ein großer Teil verschollen, nur ein kleiner Teil, die rund 13.750 Exemplare von Hymenopteren, gelangte 1968 an das Senckenberg-Museum in Frankfurt. Der größte Teil der von ihm bearbeiteten Bienensammlung von Carl Ludwig Kirschbaum existiert noch im Museum Wiesbaden, darunter die erstmals beschriebenen Exemplare. Über seine Forschungen verfasste Schenck eine Vielzahl naturwissenschaftlicher Publikationen.

## Schriften
- Schenck, A. 1840. Ueber den naturwissenschaftlichen Unterricht auf Pädagogien und Gymnasien. In: Programm des Pädagogiums zu Dillenburg Fortsetzung 1841,     Dillenburg, S. 3 – 38, S. 3–65.
- Schenck, A. 1845. Anleitung zur Bestimmung der im Herzogthum Nassau und dessen Umgebung wildwachsenden Pflanzen-Gattungen nebst pädagogisch-didactischen Vorbemerkungen. In: Programm des Pädagogiums zu Dillenburg 1845, Dillenburg, S. 1–111
- Schenck, A. 1851. Beschreibung nassauischer Bienenarten. In: Jahrbücher des Nassauischen Vereins für Naturkunde Band 7, Wiesbaden, S. 1–106.
- Schenck, A. 1852. Beschreibung Nassauischer Ameisenarten. In: Jahrbücher des Nassauischen Vereins für Naturkunde 8, Wiesbaden, S. 1–149.
- Schenck, A. 1853 Beschreibung nassauischer Arten der Familie der Faltenwespen (Vesparia, Diploptera). In: Jahrbücher des Nassauischen Vereins für Naturkunde, Band 9, Wiesbaden, S. 1–87.
- Schenck, A. 1853. Nachtrag zu der Beschreibung nassauischer Bienenarten (siehe Heft 7). In: Jahrbücher des Nassauischen Vereins für Naturkunde, Band 9, Wiesbaden, S. 88–307.
- Schenck, A. 1853. Die nassauischen Ameisenspecies. In: Stettiner Entomologische Zeitung, Jahrgang 14, Stettin, S. 157–163.
- Schenck, A. 1853. Monographie der geselligen Wespen mit besonderer Berücksichtigung der nassauischen Species. In: Programm des königlichen Gymnasiums zu Weilburg für das Schuljahr 1853, 24 S.
- Schenck, A. 1855. Über einige schwierige Genera und Species aus der Familie der Bienen. In: Jahrbücher des Nassauischen Vereins für Naturkunde, Band 10, Wiesbaden, S. 137–149.
- Schenck, A. 1855. Über die im Heft VIII Eciton testaceum genannte Ameise. In: Jahrbücher des Nassauischen Vereins für Naturkunde, Band 10, Wiesbaden, S. 150
- Schenck, A. 1855. Register zu der Beschreibung nassauischer Bienenarten im Heft VII, Heft IX und X. In: Jahrbücher des Nassauischen Vereins für Naturkunde, Band 10, Wiesbaden, S. 151–160.
- Schenck, A. 1856. Beschreibung der in Nassau aufgefundenen Goldwespen (Chrysidida) nebst einer Einleitung über die Familien im Allgemeinen und einer kurzen Beschreibung der übrigen deutschen Arten. In: Jahrbücher des Nassauischen Vereins für Naturkunde, Band 11:; Wiesbaden, S. 13–89.
- Schenck, A. 1856. Systematische Eintheilung der nassauischen Ameisen nach Mayr. In: Jahrbücher des Nassauischen Vereins für Naturkunde, Band 11, Wiesbaden, S. 90–96.
- Schenck, A. 1857. Beschreibung der in Nassau aufgefundenen Grabwespen. In: Jahrbücher des Nassauischen Vereins für Naturkunde, Band 12, Wiesbaden, S. 1–341.
- Schenck, A. 1859. Die nassauischen Bienen. Revision und Ergänzung der früheren Bearbeitungen. In: Jahrbücher des Nassauischen Vereins für Naturkunde, Band 14, Wiesbaden, S. 1–414.
- Schenck, A. 1859. Die deutschen Gattungsnamen der Bienen. In: Jahrbücher des Nassauischen Vereins für Naturkunde 14, Wiesbaden, S. 415–416.
- Schenck, A. 1859. Die Honigbiene vom Hymettus. In: Jahrbücher des Nassauischen Vereins für Naturkunde, Band 14 Wiesbaden, S. 417–419.
- Schenck, A. 1860. Hymenoptera aculeata und Nachtrag zu Nassaus Aculeaten, Stettiner Entomologische Zeitung Jahrgang 21, Stettin, S. 132–157 und 417–419
- Schenck, A. 1861. Zusätze und Berichtigungen zu der Beschreibung der nassauischen Grabwespen (Heft XII), Goldwespen (Heft XI), Bienen (Heft XIV) und Ameisen (Heft VIII und XI). In: Jahrbücher des Nassauischen Vereins für Naturkunde, Band 16, Wiesbaden, S. 137–207.
- Schenck, A. 1863. Beiträge zur Kenntnis der nassauischen Cynipiden (Gallwespen) und ihrer Gallen. In: Jahrbücher des Nassauischen Vereins für Naturkunde, Band 17, Wiesbaden, S. 123–260.
- Schenck, A. 1863. Naturgeschichte der Ameisen und Anleitung zur Bestimmung der nassauischen Arten Theil 1 1863 und Theil 2 1864. In: Programm des Gymnasiums zu Weilburg 1863, Weilburg, S. 1 – 39, S. 1–24.
- Schenck, A. 1866. Verzeichnis der nassauischen Hymenoptera aculeata mit Hinzufügung der übrigen deutschen Arten. In: Berliner Entomologische Zeitschrift Jahrgang 10, Berlin, S. 317–369.
- Schenck, A. 1867. Zusätze zu dem Verzeichnis der nassauischen Hymenoptera aculeata. In: Berliner Entomologische Zeitschrift Jahrgang 11, Berlin, S. 156
- Schenck, A. 1868. Beschreibungen der nassauischen Bienen. Zweiter Nachtrag. In: Jahrbücher des Nassauischen Vereins für Naturkunde, Band 21, Wiesbaden, S. 269–382.
- Schenck, A. 1870. Die Goldwespen mit Bestimmungstabelle der nassauischen und kurzen Beschreibung der übrigen deutschen Arten. In: Programm des Gymnasiums zu Weilburg, Weilburg, S. 1–17. Digitalisat
- Schenck, A. 1871. Bemerkungen zu einigen der im Jahrg. 30 der Entom. Zeitung beschriebenen Bienen und Ueber einige schwierige Arten Andrena. In: Stettiner Entomologische Zeitung Jahrgang 31, Stettin, S. 104–107 und 407–414
- Schenck, A. 1872. Mehrere seltene, zum Theil neue Hymenopteren. In: Stettiner Entomologische Zeitung, Jahrgang 32, Stettin, S. 253–257.
- Schenck, A. 1873. Ueber einige streitige und zweifelhafte Bienenarten. In: Berliner Entomologische Zeitschrift, Jahrgang 17, Berlin, S. 243–259.
- Schenck, A. 1874. Aus der Bienenfauna Nassaus I. In: Berliner Entomologische Zeitschrift, Jahrgang 18, Berlin, S. 161–173 und 337–347
- Schenck, A. 1875. Aus der Bienenfauna Nassaus II. In: Deutsche Entomologische Zeitschrift, Jahrgang 19,  Berlin, S. 321–332.
- Schenck, A. 1876. Über einige Bienen-Arten. In: Entomologische Nachrichten 2, Putbus, S. 92–93.